# Övriga vägmärken
Övriga vägmärken fungerar som komplement på vägarna. de visar t.ex. hinder på vägar och kompletterar ibland även de normala vägmärkena.

## Slut på arbetsplats
Denna skylt visar att trafikanterna lämnar ett område för vägarbete.

## Markeringsskärm för sidohinder
Detta är en markeringsskärm som visar ett fast sidohinder på sidan om vägen. Skylten skall passeras på den sida där strecken pekar nedåt.

## Hinder
Detta är en markering för ett hinder. Denna markering förekommer vid låga broar men kan också placeras på vägen för att visa att det är ett hinder.

## Markeringspil
Detta är en s.k. markeringspil som visar en kurva. Denna ska göra trafikanterna extra uppmärksamma på kurvan och hur den sträcker sig.

## Markeringsskärm för temporärt sidohinder
Detta är en markeringsskärm som visar ett sidohinder på vänster sidan om vägen. Skylten skall passeras på den sida där strecken pekar nedåt. Detta sätts upp om sidohindret enbart är tillfälligt som t.ex. vid vägarbete. Märket finns även med vågräta linjer, detta märke sätts upp då trafiken kan passera på båda sidor om märket.

## Temporärt hinder
Detta är en markering för ett temporärt hinder. Denna markering förekommer vid låga broar men kan också placeras på vägen för att visa att det är ett hinder. Denna sätts upp om hindret enbart är tillfälligt som t.ex. vid vägarbete.

## Temporär markeringspil
Detta är en s.k. markeringspil som visar en kurva. Denna ska göra trafikanterna extra uppmärksamma på kurvan och hur den sträcker sig. Denna sätts upp om kurvan enbart är tillfällig som till exempel vid vägarbete.

## Avfartsskärm
Detta är en s.k. avfartsskärm. Denna ska markera på en avfart var avfarten viker av från vägen och därmed minska risken att trafikanterna missar avfarten och kör mellan avfarten och vägen. Utseendet motiveras av att det är tänkt som dubbel "Markeringsskärm för sidohinder". Märket används på motorvägar och motortrafikleder och delvis också på andra vägar med avfarter, där ofta "Påbjuden körbana, höger eller vänster" används istället.
I Sverige fram till 1980-talet var tavlan vänd upp-och-ner, och var svart. Då ansågs utseendet vara en förlängning av det mönster för spärrfältet mellan huvudbanan och avfarten - en slags "slutmarkering" av spärrfältet helt enkelt. Under 1980-talet ändrades tavlorna successivt till nuvarande utseende.
Denna skylt är inte med i FN-konventionen och olika länder använder olika skyltar för detta. De flesta länder i Europa använder liknande skyltar som Sverige till exempel Italien, Danmark och Grekland som dock kan ha annan bakgrundsfärg ibland. En del länder har en textskylt, till exempel Tyskland, med texten "Ausfahrt" och Nederländerna med texten "UIT". I Tyskland är det ändå vanligast att en avfartskärm lik den svenska (men med röd bakgrund) finns bakom den pilformade skylten med text.

Sverige
Tyskland

## Olycka
Detta är egentligen inget vägmärke. Detta är format som ett litet tält som ställs ut när en olycka har skett på en väg. Vanligtvis är det polisen eller räddningstjänsten som ställer ut denna. Exemplet på bilden är svenskt men liknande anordningar sätts ofta upp även i andra länder då olyckor har inträffat. Svensk polis har även en likadan skylt men med texten "Polis" som bland annat används vid omfattande trafikkontroller.